# Winston Groom
Winston Francis Groom Jr. (ur. 23 marca 1943 w Waszyngtonie, zm. 16 września 2020 w Fairhope) – amerykański pisarz, autor powieści Forrest Gump (1986), na podstawie której Robert Zemeckis (1994) nakręcił uhonorowany sześcioma Oscarami film Forrest Gump z Tomem Hanksem w roli głównej. Napisał również powieść o wojnie w Wietnamie W lepszych czasach i był współautorem książki Conversations with the Enemy, za którą w 1984 roku został nominowany do Nagrody Pulitzera. Mieszkał w Nowym Jorku oraz w Point Clear (Alabama).

## Twórczość
Powieści
- 1978: W lepszych czasach (Better Times Than These)
- 1980: Kiedy umiera lato (As Summers Die)
- 1986: Forrest Gump
- 1988: Przed zachodem (Gone the Sun)
- 1995: Gump i Spółka (Gump and Co.)
- 1999: Taka śliczna dziewczyna (Such a Pretty, Pretty Girl)
- 2016: El Paso

Literatura faktu
- 1983: Conversations with the Enemy (współautor Duncan Spencer)
- 2002: A Storm in Flanders: The Triumph and Tragedy on the Western Front
- 2010: Vicksburg, 1863
- 2010: The Crimson Tide: The Official Illustrated History of Alabama Football , National Championship Edition
- 2012: Ronald Reagan: Our 40th President